# Quarth
Quarth (Japans: クオース) is een computerspel dat werd ontwikkeld en uitgegeven door de Japanse computerspellenfabrikant Konami. Het spel kwam in 1989 als arcadespel en werd in 1990 geporteerd naar verschillende populaire homecomputers uit die tijd. Buiten Japan werd het spel verkocht onder de naam Black Hole. Voor de Game Boy Color was het spel bijgesloten in de European Konami GB Collection Vol.4, maar dan onder de naam Block Game.
Quarth is een combinatie van Tetris en Space Invaders. De speler speelt Quarth die naar links en rechts kan bewegen terwijl het scherm van boven naar beneden scrolt. De bedoeling is zo veel mogelijk vierkanten al schietende op te vullen. Als een blokje het scherm beneden raakt is de speler af en krijgt de speler tien seconden de mogelijkheid om het level te continueren. Elk level bestaat uit negen gedeeltes. Zodra het laatste gedeelte voltooid is, is het level compleet. Het spel kan ook met twee spelers tegelijk gespeeld worden in de zogenaamde "Battlemode".
Het spel is voor de MSX 2 computer uitgerust met een Konami SCC.

## Releases
| Jaar | Platform                                         |
| ---- | ------------------------------------------------ |
| 1989 | Arcade                                           |
| 1990 | Game Boy, Famicon, MSX, NES, PC-98, Sharp X68000 |
| 2005 | iPhone                                           |
| 2010 | Virtual Console (Wii)                            |
| 2012 | Virtual Console (3DS)                            |
| 2014 | Virtual Console (Wii U)                          |